# Забур-Великий
Забур-Великий (пол. Zabór Wielki, нім. Groß Saabor) — село в Польщі, у гміні Менкіня Сьредського повіту Нижньосілезького воєводства.
Населення — 289 осіб (2011).
У 1975-1998 роках село належало до Вроцлавського воєводства.

## Демографія
Демографічна структура станом на 31 березня 2011 року:
|          | Загалом | Допрацездатний вік | Працездатний вік | Постпрацездатний вік |
| -------- | ------- | ------------------ | ---------------- | -------------------- |
| Чоловіки | 146     | 29                 | 108              | 9                    |
| Жінки    | 143     | 33                 | 79               | 31                   |
| Разом    | 289     | 62                 | 187              | 40                   |